# تسخين الهواء بالطاقة الشمسية

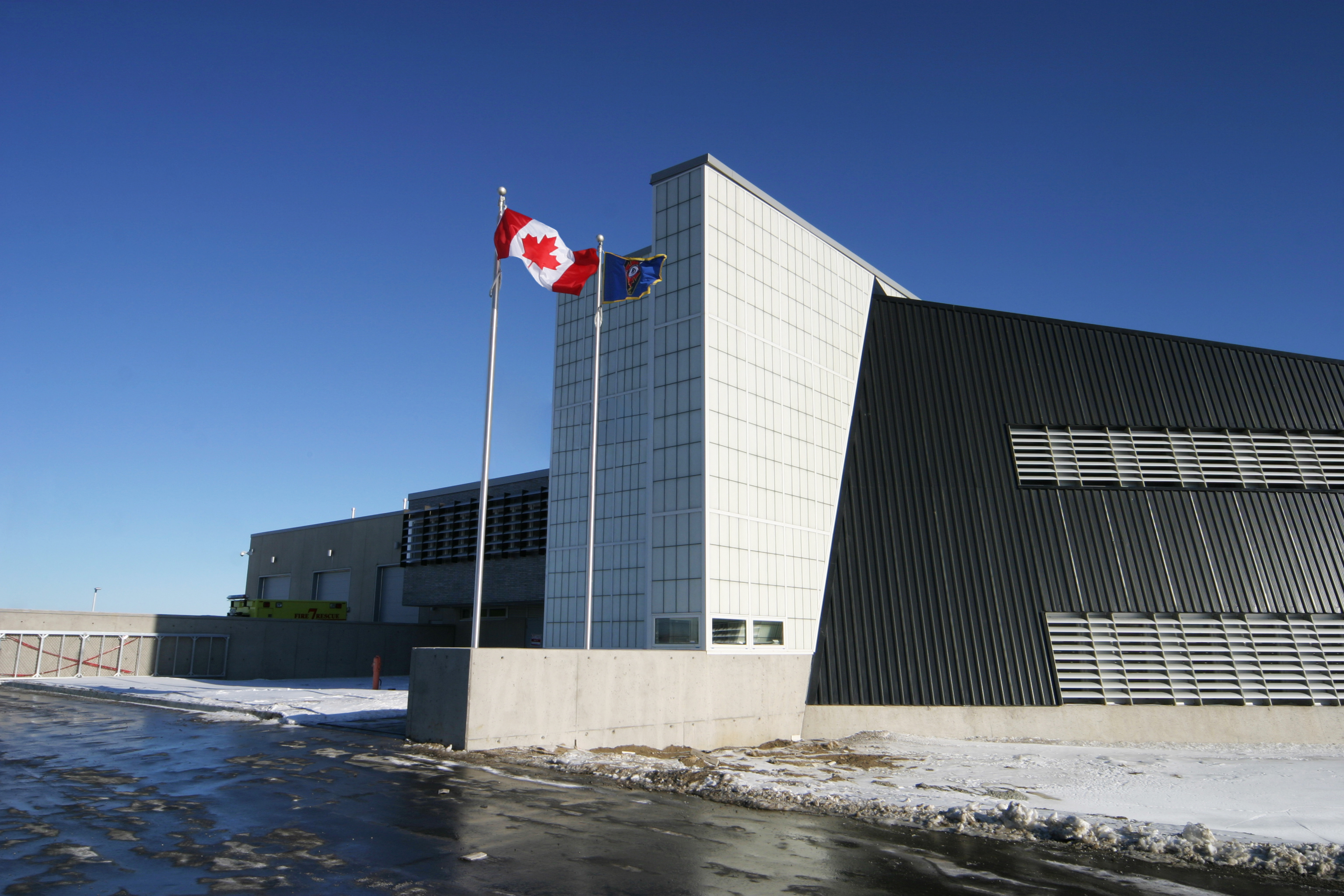

تسخين الهواء بالطاقة الشمسية هو إحدى تقنيات الطاقة الشمسية الحرارية، يتم فيها التقاط الطاقة من الشمس في عملية تدعى «التشمس» باستخدام وسيط ممتص واستخدام هذه الطاقة لتسخين الهواء. يعتبر التسخين الشمسي للهواء تقنية تسخين بالطاقة المتجددة تفيد في تسخين أو تكييف الهواء في المباني أو في معالجة الأجهزة المعتمدة على الحرارة. كما أنها تعتبر أكثر تقنيات الطاقة الشمسية كفاءة من الناحية المادية خصوصاً في المجالات التجارية والصناعية، وهي تختص بأكبر استخدام للطاقة المتجمعة في أوساط التسخين، والذي هو تسخين المساحة وتسخين العمليات الصناعية.
يمكن تقسيم أجهزة تجميع الهواء الشمسية إلى نوعين رئيسيين:
- أجهزة تجميع الهواء غير المصقولة أو المجمعات الشمسية الراشحة (تستخدم بشكل أساسي لتسخين الهواء المحيط في التطبيقات التجارية والصناعية والزراعية ومعالجة المواد).
- المجمعات الشمسية المصقولة (أنواع متعددة تستخدم عادة في عملية تسخين المساحة).

## أنواع المجمعات
يمكن تصنيف المجمعات الشمسية لحرارة الهواء تبعاً لسبل توزيع الهواء أو تبعاً للمواد المستخدمة في تركيبها مثل المصقولة وغير المصقولة. على سبيل المثال:
- مجمعات المدخل المخترق
- المدخل الأمامي
- المدخل الخلفي
- مزيج من المدخل الأمامي والمدخل الخلفي
- غير المصقولة
- المصقولة

### مجمعات الهواء غير المصقولة والمجمعات الشمسية الراشحة

#### خلفية تاريخية
يشير مصطلح «مجمع هواء غير مصقول» إلى نظام تسخين هواء شمسي يتكون من جهاز امتصاص بدون أي زجاج أو تغطية صقيلة. النوع الأكثر شيوعاً من المجمعات غير المصقولة في السوق هو المجمع الشمسي الراشح. تم ابتكار هذه التقنية وتسجيل براءة اختراعها باسم المهندس الكندي جون هوليك لصالح شركة كونسيرفال إنجنيرينغ في تسعينات القرن العشرين، والذي عمل مع وزارة الطاقة الأميركية ووزارة الموارد الطبيعية الكندية من أجل التسويق التجاري لهذه التكنلوجيا حول العالم.
تمت مراقبة هذه التقنية بشكل لصيق من هاتين الوكالتين الحكوميتين، كما أن وزارة الموارد الطبيعية الكندية طورت الأداة البرمجية المساعدة ريتسكرين لإظهار توفير الطاقة الذي يمكن أن تقدمه المجمعات الشمسية الراشحة. تم تكريم جون هوليك والمجمع الشمسي الراشح من قبل الجمعية الأميركية للهندسة الميكانيكية عام 2014 باعتباره واحداً من أفضل الاختراعات في التاريخ الحديث، إلى جانب توماس إديسون وهنري فورد والمحرك البخاري وقناة بنما، وذلك في معرض أقيم في مدينة نيويورك لتقدير أفضل الاختراعات والمخترعين والإنجازات الهندسية على مدى القرنين الماضيين.
تم تركيب عدة آلاف أنظمة تجميع شمسية راشحة في الكثير من المجالات التجارية والصناعية والخدمية والزراعية في أكثر من 35 دولة حول العالم. في البداية تم استخدام هذه التكنلوجيا بشكل أساسي في المجال الصناعي وتطبيقاته مثل معامل التصنيع والتركيب حيث كان هناك حاجات تهوية عالية وحرارة سقف متدرجة وضغط سلبي في المبنى غالباً. تم تركيب أول مجمع شمسي راشح غير مصقول في العالم لصالح شركة فورد في معمل التجميع الخاص بهم في مدينة أوكفيل الكندية.
مع الرغبة المتزايدة في تركيب أنظمة طاقة متجددة في المباني، تستخدم المجمعات الشمسية الراشحة على مدى تجمعات سكنية كاملة بسبب إنتاج الطاقة الكبير الناتج عنها (حتى 500 إلى 600 ذروة واط حراري / متر مربع)، بالإضافة إلى كلفة رأس المال المنخفضة مقارنة مع وسائل استغلال الطاقة الشمسية الأخرى مثل التسخين الضوئي الفولطائي الشمسي والتسخين المائي الشمسي.

#### آلية العمل
تقوم مجمعات الهواء بتسخين الهواء الخارجي المحيط بدلاً هواء المبنى المعاد تدويره. تكون المجمعات الشمسية الراشحة معلقة على الحائط عادة من أجل التقاط زاوية أشعة شمسية منخفضة في أشهر الشتاء بالإضافة إلى انعكاس أشعة الشمس على الثلج من أجل تحقيق الأداء والعائد المادي المثالي عند العمل بمعدلات تدفق بين 4 و 8 أقدام مكعبة في الدقيقة لكل قدم مربع (72 إلى 144 متر مكعب في الساعة للمتر المربع) من مساحة المجمع.
السطح الخارجي للمجمع الشمسي الراشح يتكون من آلاف الثقوب الصغيرة المجهرية التي تسمح للطبقة الخارجية من الحرارة بأن يتم التقاطها وسحبها بشكل منتظم إلى جوف هوائي خلف اللوحات الخارجية. يتم سحب هواء التهوية المسخن هذا إلى نظام تهوية المبنى عن طريق مآخذ هواء موزعة على سطح المجمع ومن ثم يتم توزيع الهواء في المبنى من خلال وسائل تقليدية أو باستخدام نظام قنوات شمسي.
أظهرت المراقبة والمتابعة المستمرة من قبل وزارة الموارد الطبيعية الكندية والمختبر الوطني الأميركي للطاقة المتجددة (NREL) أن أنظمة أنظمة المجمعات الشمسية الراشحة تقلل ما بين 10% إلى 50% من الحمل الحراري التقليدي كما أن ريتسكرين أداة عملية تفيد في توقع أداء النظام بشكل دقيق.
تعمل المجمعات الشمسية الراشحة كعازل مطري كما أنها تلتقط الخسارة الحرارية الهاربة من المبنى والتي يتم تجميها في الجوف الهوائي للمجمع وسحبها مرة أخرى إلى نظام التهوية. لا توجد حاجة إلى إجراءات صيانة روتينية لأنظمة تسخين الهواء الشمسية كما أن عمرها المتوقع يزيد عن 30 سنة.

#### أنواع المجمعات الشمسية الراشحة
يمكن للمجمعات الراشحة غير المصقولة أن تكون أيضاً مثبتة على أسطح المباني وذلك من أجل الحالات التي لا يوجد فيها جدار مناسب مواجه للجنوب أو بسبب اعتبارات معمارية أخرى. يقدم عدد من الشركات مجمعات هوائية راشحة مناسبة للتثبيت على السطح إما أن يتم تركيبها مباشرة على سطح معدني مائل أو كنماذج ملصقة للقنوات وموصولة بالمراوح ووحدات التسخين والتهوية وتكييف الهواء القريبة.
كما يمكن الوصول إلى درجات حرارة أعلى باستخدام المجمعات الراشحة والتي يمكن تهيئتها من أجل تسخين الهواء مرتين من أجل زيادة ارتفاع الحرارة مما يجعلها مناسبة من أجل تسخين المحيط الهوائي للمباني الكبيرة. في نظام من درجتين، الدرجة الأولى هي مجمع راشح غير مصقول تقليدي والدرجة الثانية تملك صقلاً يغطي المجمع الراشح. إن الصقل يسمح لكل الهواء المسخن من المرحلة الأولى بالتوجه من خلال مجموعة أخرى من المجمعات الراشحة من أجل درجة ثانية من التسخين الشمسي.
أحد الابتكارات الأخرى هو استعادة الحرارة من النماذج الضوئية الفولطائية (والتي هي غالباً أكثر بأربع مرات من الطاقة الكهربائية الناتجة عن النموذج الضوئي الفولطائي) من خلال تركيب نماذج ضوئية فولطائية على النظام الهوائي الشمسي. في الحالات التي يوجد فيها حاجة إلى التسخين، يؤدي ضم مكون هوائي شمسي إلى النظام الضوئي الفولطائي إلى تقديم أفضلية تقنية من جانبين؛ فهي تزيل الحرارة الناتجة عن النظام الضوئي الفولطائي وتسمح للنظام بالعمل بدرجة حرارة أقرب إلى مجاله المثالي (والذي هو 25 درجة مئوية)، كما أنها تقلل من الزمن الكلي لاسترجاع الطاقة المرتبط بالنظام المركب لأن الطاقة الحرارية تُلتقط وتستخدم لتعويض التسخين التقليدي.

### الأنظمة الهوائية المصقولة
من خلال عملها بشكل مشابه لفرن الهواء القسري التقليدي، تقوم هذه الأنظمة بتوليد الحرارة من خلال إعادة تدوير هواء المبنى المكيف من خلال مجمعات شمسية. من خلال استخدام سطح مجمع للطاقة لامتصاص الطاقة الحرارية للشمس، وتمرير الهواء للالتقاء بها، يمكن لمجمع الهواء البسيط والفعال أن يكون فعالاً في الكثير من التطبيقات التكييفية والعملية.
يتكون مجمع الهواء الشمسي البسيط من مادة ممتصة -عادة ما تملك سطحاً انتقائياً- من أجل التقاط الإشعاع القادم من الشمس ونقل هذه الطاقة الحرارية إلى الهواء من خلال انتقال الحرارة بطريق النقل. يتم نقل هذا الهواء المسخن فيما بعد عن طريق قنوات إلى هواء المبنى أو إلى منطقة العملية الصناعية حيث يستخدم الهواء المسخن في احتياجات تسخين المساحة أو تسخين منطقة المعالجة الصناعية.
يعتبر جورج أوسكار لوف الشخصية الرائدة في هذا النوع من الأنظمة، إذ بنى نظام تسخين هواء شمسي لمنزل في مدينة بولدر في ولاية كولورادو الأمريكية عام 1945. كما قام لاحقاً بإضافة سرير من الحصى من أجل حفظ الحرارة.